# Людина, яка вміла робити дива (мультфільм)
«Людина, яка вміла робити дива» (рос. «Человек, который умел творить чудеса») — анімаційний фільм 1969 року Творчого об'єднання художньої мультиплікації студії Київнаукфільм, режисер — Єфрем Пружанський. Мультфільм знято за мотивами оповідання Г. Уеллса. Мультфільм озвучено російською мовою.

## Сюжет
За мотивами оповідання Г. Уеллса.
Історія проходить в маленькому містечку, в якому немає подій, що порушують сонне життя мешканців. Жив собі там пан Форінґей, доволі звичайний, відомий своєю балакучістю і невеликим розумом. Він пристрасно любив сперечатись з будь-якого приводу на різні віддалені теми. Щоденно ходив до генделика і вправлявся в ораторстві. І тут, зненацька, він зрозумів, що має надзвичайну здатність робити дива. Однак пан Форінґей відмовився зрешту від таких здібностей.